# Intercity

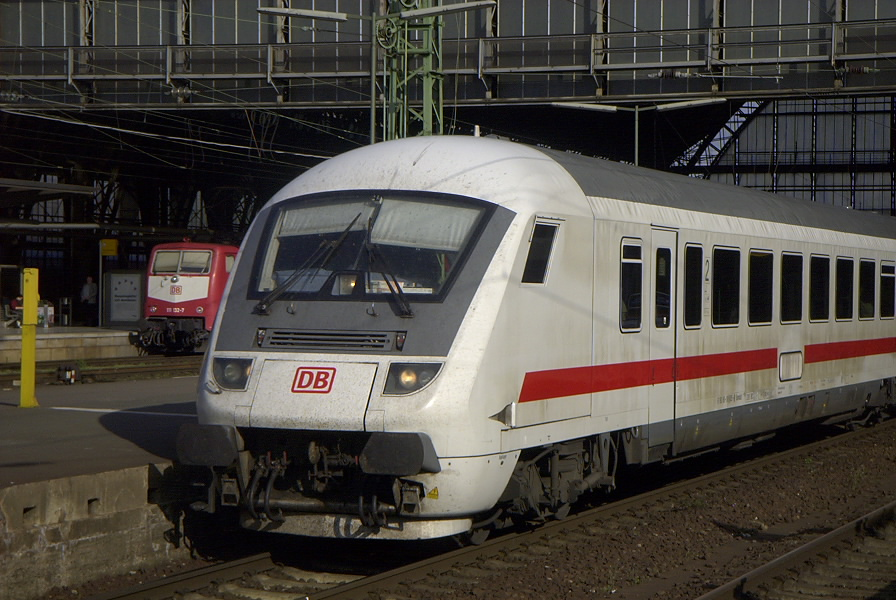
InterCity de DB en Bremen.

Intercity es una denominación que se utiliza para trenes de larga distancia que solo se detienen en las ciudades principales. Realizan mayores recorridos que los trenes regionales, y a menor velocidad que los trenes de alta velocidad.
En muchos países europeos es denominado InterCity y abreviado IC, mientras que en otros es traducido a la lengua local (Intercités, Intercidades, etc.).

## Características
La definición exacta de este tipo de tren es compleja, ya que cada compañía ferroviaria lo ha aplicado a trenes que difieren entre sí. El término comenzó a utilizarse en los ferrocarriles británicos en los años 1960 para un nuevo tren entre Londres y Birmingham, y desde entonces ha sido ampliamente utilizado en ferrocarriles de todo el mundo.
Los trenes Intercity por lo general recorren grandes distancias, deteniéndose tan solo en las principales ciudades  de su recorrido. Pertenecen a la red primaria de ferrocarril, siendo necesario transbordar a trenes regionales para llegar a las estaciones secundarias.

## Implantanción

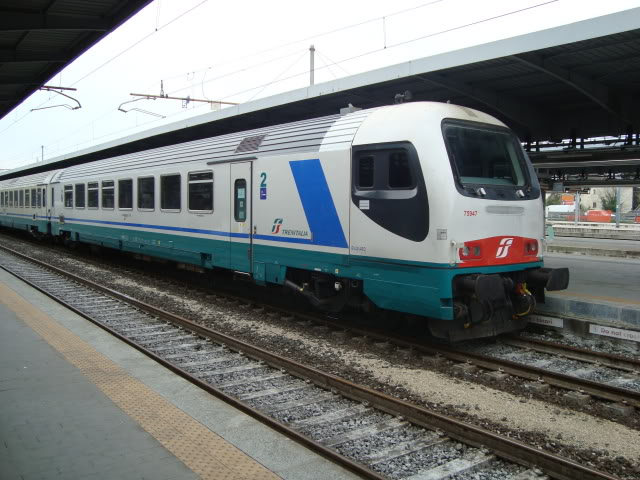
Coche cabina en un Intercity de Trenitalia.

En Reino Unido, donde fueron implantados por primera vez, los servicios unían todas las ciudades principales. Tras la privatización de los ferrocarriles británicos las líneas fueron divididas entre varias compañías, algunas de las cuales mantienen la denominación.
En Alemania Occidental los trenes Intercity comenzaron siendo trenes de primera clase. En sus primeros años Deutsche Bahn tuvo que pagar derechos de uso de la marca comercial a los ferrocarriles británicos. La marca se fue extendiendo a trenes de dos clases que fueron sustituyendo a otras denominaciones, como TEE e InterRegio, que terminaron desapareciendo.
En la actualidad todas las ciudades principales de Alemania se encuentran unidas por trenes IC con una velocidad máxima de 200 km/h y una frecuencia mínima de un tren cada dos horas, con cafetería a bordo. Los trenes de alta velocidad de Alemania son conocidos como InterCityExpress.
Países como Italia, Bélgica, Polonia, Rumanía, Serbia, Eslovaquia, Eslovenia, Suecia, Irlanda, Hungría, República Checa, Suiza o Croacia tienen servicios Intercity en condiciones muy similares a las de Deutsche Bahn. En países como Dinamarca o Austria los Intercity no son los trenes con menos paradas, sino que existen otros trenes similares que realizan los mismos recorridos pero con menos paradas que los IC. En Países Bajos la densidad de población hace que, siendo trenes que también están destinados a unir las ciudades principales, realicen paradas en la mayor parte de las estaciones.
En Francia en 2012 todos los trenes de larga distancia fueron renombrados bajo la marca Intercités, a excepción de los trenes de alta velocidad. En Portugal, reciben el nombre de Intercidades.
En España la denominación se utilizó en el pasado para trenes de larga distancia servidos por automotores. En la actualidad, el servicio Renfe Intercity designa a trayectos de larga distancia que son servidos con material de Media Distancia.
Fuera de Europa también son numerosas las administraciones ferroviarias que utilizan la denominación.

### EuroCity
La denominación EuroCity (EC) se utiliza en algunos países europeos para designar los servicios Intercity que discurren por varios países. Sin embargo, existen servicios IC que salen de sus fronteras, y en algunos países como Austria se denomina EuroCity a servicios internos de mayor calidad que los Intercity.